# Apocheiridium granochelum
Apocheiridium granochelum es una especie de arácnido del orden Pseudoscorpionida de la familia Cheiridiidae.

## Distribución geográfica
Se encuentra en Oregón (Estados Unidos).